# Карога (Нью-Йорк)
Карога (англ. Caroga) — місто (англ. town) в США, в окрузі Фултон штату Нью-Йорк. Населення — 1264 особи (2020).

## Демографія
Згідно з переписом 2010 року, у місті мешкало 1205 осіб у 526 домогосподарствах у складі 334 родин. Було 1708 помешкань
Расовий склад населення:
| - 98,3 % — білих - 0,2 % — азіатів - 0,1 % — корінних американців |

До двох чи більше рас належало 1,3 %. Частка іспаномовних становила 0,2 % від усіх жителів.
За віковим діапазоном населення розподілялося таким чином: 20,3 % — особи молодші 18 років, 63,5 % — особи у віці 18—64 років, 16,2 % — особи у віці 65 років та старші. Медіана віку мешканця становила 46,9 року. На 100 осіб жіночої статі у місті припадало 113,3 чоловіків;  на 100 жінок у віці від 18 років та старших — 110,5 чоловіків також старших 18 років.
Середній дохід на одне домашнє господарство  становив 66 389 доларів США (медіана — 48 798), а середній дохід на одну сім'ю — 72 919 доларів (медіана — 52 386). Медіана доходів становила 42 813 долари для чоловіків та 37 273 долари для жінок. За межею бідності перебувало 6,4 % осіб, у тому числі 0,0 % дітей у віці до 18 років та 0,0 % осіб у віці 65 років та старших.
Цивільне працевлаштоване населення становило 573 особи. Основні галузі зайнятості: освіта, охорона здоров'я та соціальна допомога — 25,0 %, науковці, спеціалісти, менеджери — 18,2 %, будівництво — 13,8 %, виробництво — 12,9 %.